# El Dakhleya Sporting Club
Ne pas confondre avec le Ministère de l'Intérieur (Égypte).
Maillots
Actualités
Le El Dakhleya Sporting Club (en arabe : نادي الداخلية الرياضي), plus couramment abrégé en El Dakhleya, est un club égyptien de football fondé en 2005 et basé au Caire, Le club est directement lié et géré par le Ministère de l'Intérieur.
Le club évolue dans le championnat d'Égypte.

## Histoire
En 2011, le club est promu pour la première fois de son histoire en 1re division.

## Identité du club

### Logos
Les couleurs d'El Dakhleya SC sont le Rouge et le Noir. Les couleurs ont été choisis par le Ministère de l'Intérieur.
Le mot El Dakhleya veut dire Intérieur en arabe.

Ancien logo
Logo actuel